# Imitación de pintura

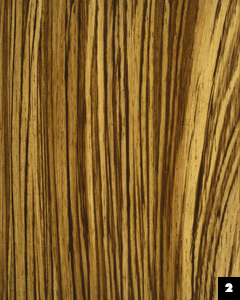
Pintura falsa que imita el diseño de madera.

pintura falsa o  acabado falso son términos usados para describir pinturas decorativas que reproducen la apariencia de materiales como mármol, madera o piedra. El término viene de la palabra en francés: faux, que significa falso, pues estas técnicas empezaron como una manera de replicar materiales como mármol y madera con pintura, pero consecuentemente pasaron a abarcar muchos otros acabados decorativos para paredes y muebles incluyendo la simulación de texturas y superficies populares.

## Historia
El acabado de imitación ha sido usado por milenios, desde las pinturas en cuevas hasta las tumbas del antiguo Egipto, pero de lo que generalmente pensamos de una pintura de imitación en las artes decorativas, empezó con acabados de yeso y stuco en Mesopotamia hace 5,000 años.
Las pinturas de imitación de mármol, madera y los murales de trompe l´oeil, se hicieron populares en los tiempos clásicos. Los artistas eran aprendices por 10 años o más por un diplomado de pintor de imitación, antes de trabajar por su cuenta. Se otorgaban importantes reconocimientos a aquellos artistas que realmente pudieran engañar a los espectadores de creer que su trabajo no era una imitación.  La imitación de pinturas continuó siendo popular por años, sin embargo tuvo un gran resurgimiento en la resucitación del neoclásico en el siglo XIX y en el estilo del arte Deco de 1920.

## El Resurgimiento delsigloXX
A finales de 1980 e inicios de 1990, las pinturas de imitación resurigieron pues el tapizadode paredes pasaba de moda. En este punto, las pinturas de imitación se volvieron muy populares en los hogares lujosos, los cuales liderearon la tendencia.  Aunque puede ser un poco caro contratar a un profesional de los acabados de imitación, muchos métodos de pinturas falsas son lo suficientemente simples para que con un poco de instrucciones, el propio dueño de la casa pueda crearlas. A la gente le es tan atractiva la simplicidad de cambiar una pintura de imitación, ya que puede ser fácilmente sustituida pintando encima de ella, comparada con el problema de remover tapices de pared.
En la actualidad las pinturas de imitación, hay dos principales materiales/procesos usados. El trabajo de barnizado involucra el uso de una mezcla traslúcida de pintura y barniz aplicado con una brocha, rodillo, trapo o esponja, y es generalmente imita texturas, pero siempre es suave al tacto. Los trabajos de yeso pueden ser hechos con yeso tintado, y es generalmente aplicado con una toalla o espátula. El resultado final puede ser tanto liso al tacto, como texturizado.

## Acabados Falsos
- Marmoleado falso es usado para hacer que las paredes y muebles parezcan de mármol real. Este puede ser hecho usando tanto yeso como por medio de técnicas de barnizado.
- Fresco es una técnica simple, usa mezclas de tintas para agregar manchas y una sutil textura en paredes planas.
- GraneadoGraneado de madera, es usualmente utilizado para imitar aquellas maderas exóticas o difíciles de encontrar.
- Trompe l'oeil, en francés: ¨engaña al ojo¨, es una técnica de pintura realista que es generalmente usada en murales para crear detalles arquitectónicos, así como para simular profundidad y dimensionalidad.
- Yeso Veneciano es un suave y comúnmente usado yeso para simular texturas suaves al tacto. El yeso veneciado es uno de los más populares y tradicionales en la decoración. Auténtico yeso veneciado es hecho de polvo de mármol y piedra caliza.
- Lavado de color es una técnica que crea una variación de manchas de color usando ciertas tonalidades de esmalte mezcladas con un pincel.
- Estirado, es una técnica de acristalamiento que crea suaves y delgadas vetas de colores. Frecuentemente es usada para simular telas como lino y demin.
- Pintura de trapo o trapeado es una técnica que usa trapos amontonados o retorcidos para crear patrones de textura.
- Esponjado es una manera de esmaltar una pared, con distintas formas ya sea un diseño simple o uno más sofisticado, utilizando una esponja